# Рождество (мультфильм)
«Рождество» — короткометражный российский анимационный фильм, рассказывающий о рождении Иисуса Христа. Снят Михаилом Алдашиным в 1996 году; художники-постановщики — Михаил Алдашин и Зоя Трофимова. В фильме нет диалогов, звучит классическая музыка. Фильм завоевал ряд призов на фестивалях анимационного кино.
По словам режиссёра, в этом фильме он «хотел рассказать историю Рождества так же просто, наивно и бесхитростно, как её рассказал бы ребёнок, которому прочитали Евангелие; показать мир, светлый даже в ночи, где живут добрые звери и строгие ангелы, где пастухи пьют вино и дерутся, а Дева стирает белье. И где появляется жизнь, рождённая спустившейся с небес любовью».

## Сюжет
Ангел сообщает Марии о грядущем рождении сына. Иосиф и Мария отправляются в Вифлеем, где проходит перепись. На обратном пути они не могут найти ночлег в городе и останавливаются в хлеву, где живёт вол. Там и рождается Младенец Иисус. Три волхва, увидев на небе сияющую звезду, отправляются к месту рождения Иисуса, чтобы преподнести ему дары. Тем временем Ангел оповещает о рождении Сына Божия зверей и птиц, рыбаков на берегу озера и пастухов со стадом овец. Все они также приходят поклониться Младенцу.

## История
Сняв в конце 1980-х — начале 1990-х годов несколько коротких анимационных фильмов, Михаил Алдашин на несколько лет оставил анимацию и занялся рекламой, однако с появлением идеи фильма «Рождество» вернулся в анимацию.
Идея создания этого мультфильма возникла у режиссёра после того, как он «увидел несколько почти нелепых с точки зрения современного глаза и вообще восприятия религиозного искусства изображений раннего средневековья или среднего средневековья», которые «поразили своей наивностью, лёгкостью, открытостью». В персонажах этих фресок и барельефов «было что-то… неуловимо-тёплое и немножко нелепое, как, собственно, все мы. Детскость в хорошем смысле этого слова».
Алдашин решил сделать фильм, сложный по технологии производства и требующий поэтому большого финансирования («на ярусах я хотел делать, многоярусный станок для этого нужен, вот как Норштейн делает своё кино, хотел я переплюнуть Норштейна»). Денег на проект не было, однако уже после начала работы их пожертвовал на проект один из знакомых режиссёра.
После завершения фильма у Алдашина было ощущение того, что фильм не получился, так что он даже впал в депрессию. Восторженные отзывы зрителей отчасти успокоили его, однако даже впоследствии он признавал, что осуществить задуманное ему в полной мере не удалось, потому что в ходе производства пришлось снизить исходную более амбициозную планку качества.
Мультфильм приобрёл большую известность, однако (по крайней мере по состоянию на август 2010 года) ни разу не демонстрировался по телевидению.

## Награды
- 1997 — II Открытый российский фестиваль анимационного кино в Тарусе[5]:
  - приз за лучшую режиссуру (Михаилу Алдашину)
  - приз за лучшую работу художника-постановщика (Зое Трофимовой)
  - первое место в рейтинге (433 балла)
- 1997 — Международный кинофестиваль неигрового и анимационного кино в Лейпциге — «Золотой голубь» за лучший анимационный фильм (Михаилу Алдашину)[6]
- 1997 — Международный кинофестиваль «Послание к человеку» в Санкт-Петербурге — за лучший анимационный фильм (Михаилу Алдашину)
- 1997 — Кинофестиваль детского анимационного кино «Золотая рыбка» — за лучший фильм для детей (Михаилу Алдашину)
- 1997 — Международный кинофестиваль «КРОК» в Киеве:
  - специальный приз жюри (Михаилу Алдашину)
  - приз КРОКПРЕССИ (Михаилу Алдашину)
- 2003 — Приз Святого Луки Музея Рождества в Миндельхайме

## Выставки
Картины к фильму неоднократно показывались на выставках Михаила Алдашина. Так, с 29 декабря 2005 года по 29 января 2006 года праздничная выставка «Рождество. Выставка одного фильма» проходила в Галерее на Солянке в Москве, в декабре-январе 2010 года выставка по фильму состоялась в Художественной галерее Сарова, а с 25 декабря 2012 года по 17 февраля 2013 года его выставка «Рождество. Живопись, анимация» прошла в Ярославском художественном музее.

## Издания на DVD
- 2005 — Рождество. Сборник мультфильмов (95 мин.). Режиссёр: Михаил Алдашин. Серия: Мастера российской анимации. Включает фильмы: 01. Рождество, 02. Келе, 03. Букашки, 04. Охотник, 05. Другая сторона, 06. Пумс.

## Книга на основе мультфильма
В 2008 году издательство «Арбор» выпустило книгу-альбом с иллюстрациями из мультфильма, сопроводительным текстом и рассказом о работе над мультфильмом. Книга стала лауреатом конкурса Ассоциации Книгоиздателей (АСКИ) «Лучшие книги 2008 года» в номинации «Лучшее издание духовной и историко-религиозной литературы». Впоследствии книга переиздавалась; выпускалось также подарочное издание книги вместе с DVD. Новое издание появилось в конце декабря 2012 года.

## Отзывы
По мнению Анны Рапопорт, «и книга, и фильм создают атмосферу полной сопричастности, сопереживания Рождеству. Как будто Мария, Иосиф — твои соседи, и случившиеся чудо может произойти с каждым».
В аннотации к выставке Михаила Алдашина в Галерее на Солянке отмечалось, что его «фильм, сюжетно не нарушающий канонический текст, по эмоциональности его воплощения в зрительный ряд можно назвать фантазией на темы ранних апокрифов — наивных, но лишенных холода церковного обихода и скуки канонических догматов».